# Amphisternus sordidus
Amphisternus sordidus es una especie de coleóptero de la familia Endomychidae.

## Distribución geográfica
Habita en Annam (Vietnam).